# Teatro degli Arcimboldi
Il Teatro degli Arcimboldi (noto anche come Teatro della Bicocca degli Arcimboldi o con l'abbreviazione TAM) è un teatro di Milano, realizzato tra il 1997 ed il 2002 per iniziativa del comune di Milano e dell'azienda Pirelli. È opera del noto architetto novarese Vittorio Gregotti, in collaborazione con Mario Botta ed Elisabetta Fabbri.
Il teatro trae il nome da una villa della famiglia Arcimboldi. Più propriamente, si tratta di un Nuovo Teatro degli Arcimboldi, perché un Teatro Arcimboldi, diretto da Ettore Gian Ferrari, fu attivo a Milano tra gli anni 1920 e 1930.

## Costruzione
Il Teatro degli Arcimboldi, tra tutti i teatri di Milano, è quello costruito più recentemente; la sua costruzione è stata legata alle vicende del Teatro alla Scala, in quanto si intendeva impiegarlo per gli spettacoli della stagione scaligera in occasione della ristrutturazione della Scala. Venne inaugurato il 19 gennaio 2002 con La traviata.
Dimensioni del palcoscenico e capienza sono molto simili a quelli della Scala: in particolare, il boccascena (16 metri per 12) è identico a quello della Scala, in modo da poter facilmente trasferire le scene, che si adattano ai due teatri in modo intercambiabile. La sala ha la forma di ventaglio, misura 49 metri di larghezza massima per 35 metri di profondità; altezza media 22 metri. La torre scenica è alta 33 metri.
Come tutti i teatri lirici di tipo classico, il teatro è suddiviso in tre volumi: ridotto, sala e palcoscenico. La capienza è di 2.346 posti. Gli spettatori hanno a disposizione quattro ordini di posti: platea, platea alta e due gallerie.

## Attività
Come previsto al momento della sua costruzione, il teatro ha ospitato per tre anni gli spettacoli della Scala durante il periodo della sua ristrutturazione (da gennaio 2002 a dicembre 2004), con l'intenzione di rimanere un teatro destinato all'opera lirica e ad altre manifestazioni culturali.
Dalla stagione 2007/2008 fino al 2012 e dal 2021 il teatro  ospita le registrazioni dello spettacolo televisivo Zelig.